# Seznam divizij Kraljeve danske kopenske vojske
Seznam divizij Kraljeve danske kopenske vojske.

## Seznam
- 1. jutlandska divizija
- 1. zealandska divizija
- Danska divizija
- Jutlandska divizija